# پیسیفکارت
پیسیفکارت (انگلیسی: Paysafecard) شرکت خدمات مالی اتریشی است، که در سال ۲۰۰۰ تأسیس شد.